# Минна Вормсская
Минна Вормсская или Минна из Вормса (? — май 1096) — одна из известнейших жертв Вормсской резни 1096 года, убитая за отказ перейти в христианство.
Еврейка. Предприниматель, занималась ростовщичеством и оказанием других финансовых услуг. Считалась среди клиентов влиятельной фигурой в Вормсе, дружила с представителями христианской знати.
В мае 1096 года во время массового убийства евреев в немецком городе Вормс, совершенного крестоносцами и жителями города во главе с графом Эмихом, Минне было предложено принять христианство, на что она ответила отказом. После чего подверглась мучениям и убита.